# Prosopis strombulifera
El retortón o retortuño (Strombocarpa strombulifera), también conocido como mastuerzo (Argentina), es una especie arbustiva del género Strombocarpa ex género Prosopis que habita en regiones áridas de América del Sur.

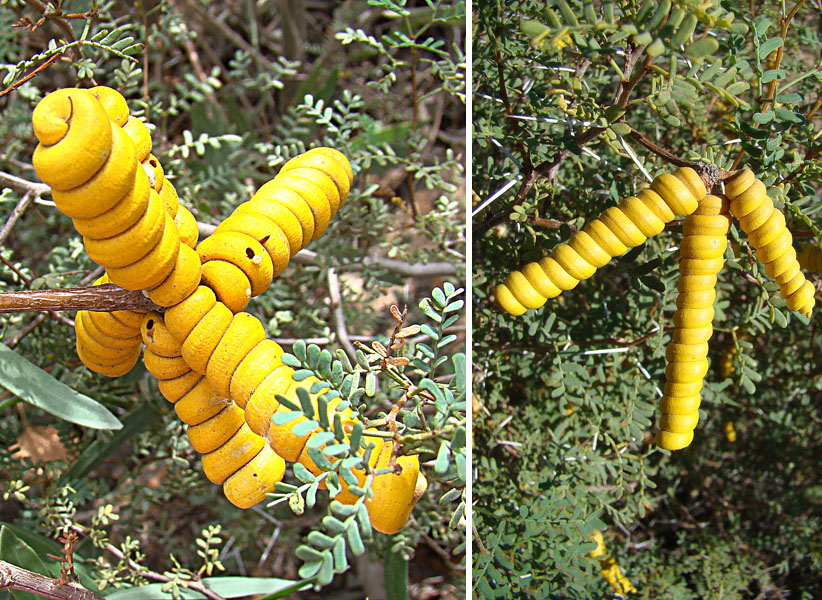
Vista de la planta

## Descripción
Si bien su altura es de sólo unos 3 cm, crece también extendiéndose a partir de una red de largas raíces. Muchos ejemplares pueden crecer juntos, originados y unidos desde un único pie. 
Sus hojas tienen textura cerosa, y están compuestas de un par de folíolos que están divididos cada uno en varios pares de foliolulos secundarios cada uno de hasta 10 mm de largo. En el área basal de cada hoja presenta espinas blanquecinas de hasta 20 mm de largo. La inflorescencia es una cabezuela esférica que mide unos 15 mm de diámetro, conteniendo muchas flores amarillas en forma de tubo muy estrecho. Su fruto es muy característico: una vaina cilíndrica enrollada apretadamente, de color amarillo brillante, y de hasta 5 cm de largo. Contiene varias semillas verdes. Se da principalmente en Mendoza. 

## Distribución
En la Argentina habita en las provincias de: Jujuy, Salta, Tucumán, Catamarca, La Rioja, Córdoba, San Luis, San Juan, Mendoza, Neuquén, Río Negro, La Pampa, y Buenos Aires.
En Chile habita en las regiones de: Arica y Parinacota, Tarapacá, Atacama, Coquimbo, Valparaíso, Metropolitana, y O'Higgins.
Se lo introdujo como planta ornamental en California, donde se afianzó en el medio silvestre, creciendo como una maleza invasora.

## Taxonomía
Prosopis strombulifera fue descrita por (Lam.) Benth. y publicado en Journal of Botany, being a second series of the Botanical Miscellany 4(31): 352. 1841.
Etimología
Prosopis: nombre genérico otorgado en griego para la bardana, pero se desconoce por qué se aplica a esta planta.
strombulifera: epíteto
Sinonimia
- Strombocarpa strombulifera (Lam.) A. Gray
- Acacia strombulifera (Lam.) Willd.
- Spirolobium australe  Orb.,
- Mimosa circinalis Cav., —nom. illeg.—
- Mimosa strombulifera Lam.[7]

Variedades
Posee dos variedades:
- Prosopis strombulifera var. strombulifera (Lam.) Benth.
- Prosopis strombulifera var. ruiziana Burkart, 1976. Es un endemismo de la provincia argentina de Mendoza.